# Placodontia
Placodontier oder Pflasterzahnechsen (Placodontia) waren eine meeresbewohnende Reptiliengruppe der Trias. Sie lebten in der Tethys und deren Nebenmeeren in flachen, küstennahen Regionen.

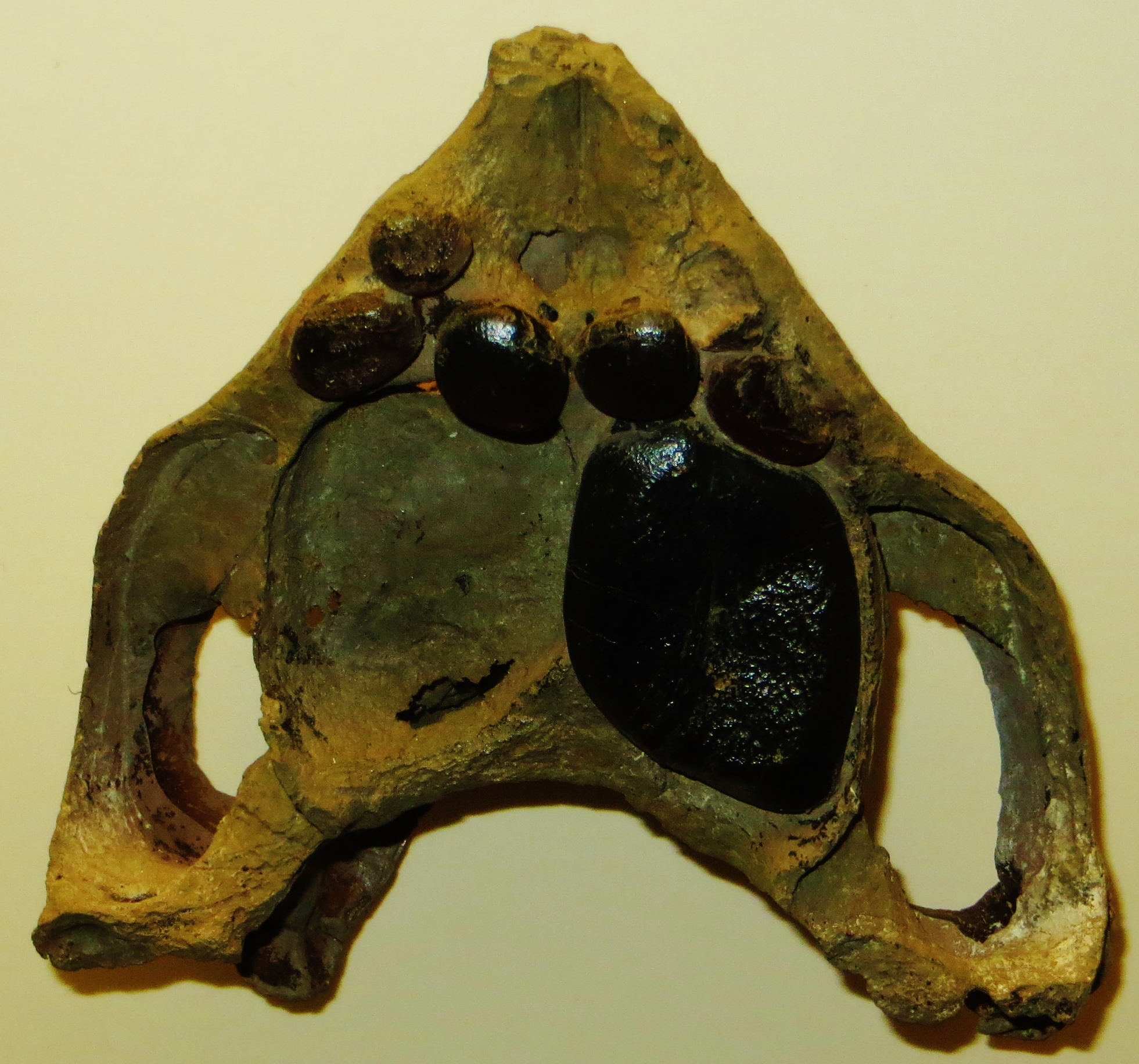
Schädel von Macroplacus raeticus mit den Pflasterzähnen, Ansicht von unten

Ihren Namen verdanken sie ihrem Gebiss, mit dem sie die harten Schalen ihrer Nahrung (Muscheln, Schnecken, Brachiopoden) zerbeißen konnten. Die im Gaumen sitzenden Zähne waren zu großen Zahnplatten geworden, während die am Kieferrand sitzenden Zähne kegelförmig und stumpf waren. Placodontier wurden selten mehr als zwei Meter lang.
Die primitiveren Formen wie Placodus (traditionell zusammengefasst als „Placodontoidea“) hatten noch einen teilweise beweglichen Rumpf, einen längeren Schwanz und bewegten sich wohl wie heutige Krokodile durch Schlängelschwimmen fort. Ihre vorderen Zähne waren spatelförmig und dienten dazu, hartschalige, oft sessile Tiere vom Bodengrund loszureißen. Der Schädel war noch nicht so stark verknöchert wie bei den Cyamodontoidea, die Knochennähte sind noch zu sehen. Vorder- und Hinterbeine zeigen nur eine schwache Anpassung an das Leben im Meer.
Die Placodontier, die im Taxon Cyamodontoidea zusammengefasst werden, waren zum Schutz gegen ihre natürlichen Feinde stark gepanzert. Der Panzer ähnelt äußerlich dem der Schildkröten und setzt sich aus vielen polygonalen Knochen zusammen. Auch der Schädel ist stark verknöchert.
Wegen der mangelnden Bewegungsmöglichkeiten des Rumpfes und des kürzeren Schwanzes war ihnen ein Schlängelschwimmen nicht mehr möglich. Wahrscheinlich bewegten sie sich ähnlich wie heutige Meeresschildkröten durch Ruderbewegungen der flossenartigen Beine fort. Die umfangreichste Panzerung dieser Gruppe besaß Henodus, der auch das obere Schläfenfenster geschlossen, die meisten Zähne verloren und durch einen Hornschnabel ersetzt hat. Das Ende der Trias überlebten die Placodontier nicht.

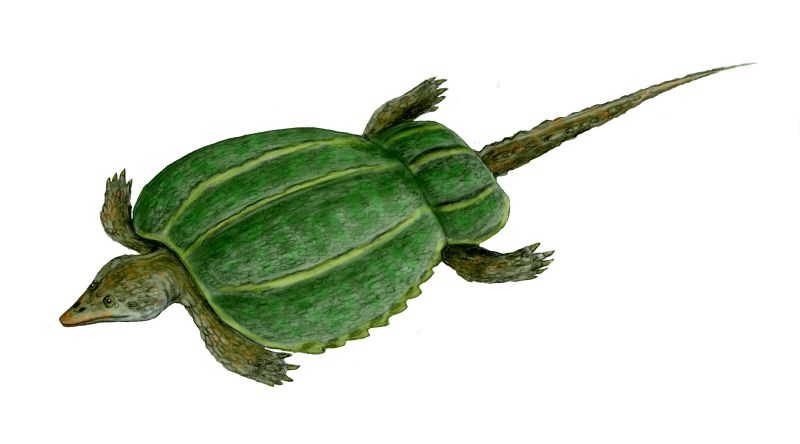
Rekonstruktion von Psephoderma

## Systematik
- Placodontia
  - Pararcus
  - Paraplacodus
  - Placodus
  - Cyamodontoidea
    - Henodus
    - Cyamodus
    - Protenodontosaurus
    - Placochelys
    - Psephoderma